# Phaonia dahurica
Phaonia dahurica este o specie de muște din genul Phaonia, familia Muscidae, descrisă de Zinovjev în anul 1990. Conform Catalogue of Life specia Phaonia dahurica nu are subspecii cunoscute.